# Banda bat´ki Knysza
Banda Knysza (ros. Банда батьки Кныша, Banda bat´ki Knysza) – radziecki czarno-biały film niemy z 1924 w reżyserii Aleksandra Razumnego.

## Fabuła
Trwa wojna domowa w Rosji. Miasteczko w przyfrontowym pasie zostaje wyzwolone przez Armię Czerwoną. W tym miasteczku oraz strefie Białych prowadzone są działania wywrotowe. Aby wyjawić wszystkich wrogów władzy sowieckiej przebrani czekiści pod pozorem bandy Knysza wkraczają do miasta i tym samym próbują sprowokować do wspólnych działań wszystkich przeciwników władzy radzieckiej.

## Obsada
- Piotr Leontjew
- Aleksandr Chaczaturianc
- Boris Szlichting
- Andriej Gorczilin
- Władimir Kriger
- Nikołaj Ochłopkow
- Igor Arkadin
- Nikołaj Brawko
- Jewgienij Czerwiakow
- Andriej Fajt
- Galina Krawczenko
- Olga Narbiekowa
- Antonin Pankryszew